# Henry Desmarest
Henry Desmarest (Parijs, februari 1661 (of 1662) – Lunéville, 7 september 1741) (ook Desmarestz, Desmarais, Marais, le petit Marais) was een Franse componist en een van de belangrijkste van de generatie tussen Jean-Baptiste Lully en Jean-Philippe Rameau.
Desmarest was van de generatie van Marais (1656), Delalande (1658) en Campra (1660) en sterk gevormd door de muziek van Lully.
Ondanks zijn grote muzikale talenten die hem voorbestemden voor een grootse muzikale carrière heeft Desmarest het nooit tot sous-maître van de Chapelle royale gebracht: privé-perikelen (zie ballingschap) hebben een carrière aan het hof verhinderd. Bijkomend voordeel hiervan was dat hij, als uitzondering op de andere grote Franse componisten van zijn generatie, naast de Franse, ook de Italiaanse, Spaanse, Duitse en (waarschijnlijk) Engelse muziek leerde kennen. Het werk van Desmarest heeft daardoor diverse invloeden ondergaan: zijn laatste vier grand motets zijn een synthese van dat wat er muzikaal courant was in het Europa van zijn tijd.
Al wees op 7-jarige leeftijd werd hij in 1668 toegelaten als koorknaap bij de Chapelle royale onder Henry Dumont en Pierre Robert; hij bleef aan de Chapelle verbonden tot 1678, samen met zijn vriend Jean Matho (of Matheau). Door Dumont maakte hij kennis met zeer gelaagde polyfonie, het gevoel voor frasering en voor de grote lijn; door Robert werd hij vertrouwd met het gevoel voor detail, grote religieuze inleving en het gevoel voor wat een orkest kan. Desmarest heeft de grands motets van Lully gezongen tot diens Te Deum, maar zeker ook meegezongen in diens opera's Thésée, Atys en Isis.

## Versailles en Parijs
Van 1678 tot 1683 werkte Desmarest geregeld als ordinaire de la musique du roi aan het hof. Er is met enthousiasme geschreven over zijn muzikale prestaties daar (door onder anderen de markies de Dangeau, hoveling en schrijver van het Journal de la Cour de Louis XIV): met name zijn Idylle pour la naissance du Duc de Bourgogne, in 1682 met toestemming van Lully uitgevoerd, en Endymion, tragédie en musique (1686) oogsten bewondering.
Toen Lodewijk XIV in 1683 de Chapelle hervormde en voor elk kwartaal van het jaar afzonderlijk een sous-maître wilde aanstellen (n.b. de maître was niet een musicus, maar een hoge geestelijke), dong Desmarest, samen met onder anderen Marc-Antoine Charpentier, mee naar een van de vier posten. Naast zijn leeftijd (pas 22 jaar), zorgden de juiste connecties van anderen er echter voor dat noch hij, noch (de oudere) Charpentier, ondanks beider zeer grote muzikale talent, benoemd werden (zie voor de benoemingen het overzicht bij Chapelle royale). Desmarest en Charpentier kregen een toelage (een 'pension') als troost.
Desmarest vroeg vervolgens aan de koning om toestemming voor een studiereis naar Italië. De toen heersende opvatting ten aanzien van de Italiaanse muziek zijn wel duidelijk uit de reactie: de reis werd hem verboden, want in Italië "zou zijn goede smaak worden bedorven". Desmarest schikte zich noodgedwongen in zijn rol en zette zich, overigens zonder officiële titel, aan de compositie van een Te Deum pour la convalescence du Roi (een Te Deum voor het herstel van de koning)(1687) en aan divertissements voor het hof, waarvan hij de La Diane de Fontainebleau (1686) later zou verwerken in de proloog van zijn opera Didon.
Vanaf 1694 werkte hij, naast Charpentier, als maître de chapelle (muzikaal leider) bij het Collège Louis-le-Grand bij de jezuïeten. Desmarests eerste schandaal had zich namelijk een jaar ervoor in 1693 aangediend. Het was het hof duidelijk geworden dat de grand motets die sinds 10 jaar  aan dat hof werden uitgevoerd onder de naam Goupillet, een van de vier uitverkoren eerste sous-maîtres in 1683, helemaal niet van die componist waren: de werken waren door Desmarest voor Goupillet gecomponeerd. Goupillet werd ontslagen, maar Desmarest werd 'gestraft' door de opengevallen plaats niet aan hem maar aan Delalande toe te wijzen.
Desmarest behaalde echter successen zonder het hof en wel bij de Académie royale de musique. Didon (1693), Circé (1694), Théagène et Chariclée (april 1695) en (al in juni van datzelfde jaar) Les Amours de Momus waren successen in het theater.

## Ballingschap
Desmarests vrouw Élisabeth, met wie hij sinds 1689 getrouwd was, overleed op 2 augustus 1696. Eerder was Desmarest met zijn vrouw al vaker in Senlis geweest om zijn vriend, de componist Gervais, te bezoeken (die later in 1723 Delalande voor het eerste kwartaal in de Chapelle royale zou opvolgen). De familie van Jacques de Saint-Gobert, de Président du tribunal des impôts (de voorzitter van de regionale rechtbank voor belastingzaken), ook uit Senlis, bood de componist na de dood van zijn vrouw hulp aan in de opvang van Desmarests dochtertje, Elisabeth-Madeleine, die in 1690 was geboren. Mevrouw De Saint-Gobert en haar 18-jarige dochter Marie-Marguerite vestigden zich in Parijs; Desmarest gaf Marie-Marguerite tijdens haar verblijf cadeaus, waaronder een spinet. Begin augustus 1697 keerde Marie-Marguerite terug naar haar vader in Senlis en vertelde hem dat ze in verwachting was van Desmarest. Een lange reeks aanklagen over en weer volgde, die er uiteindelijk toe leidde dat het paar in september 1699 naar Brussel vluchtte.

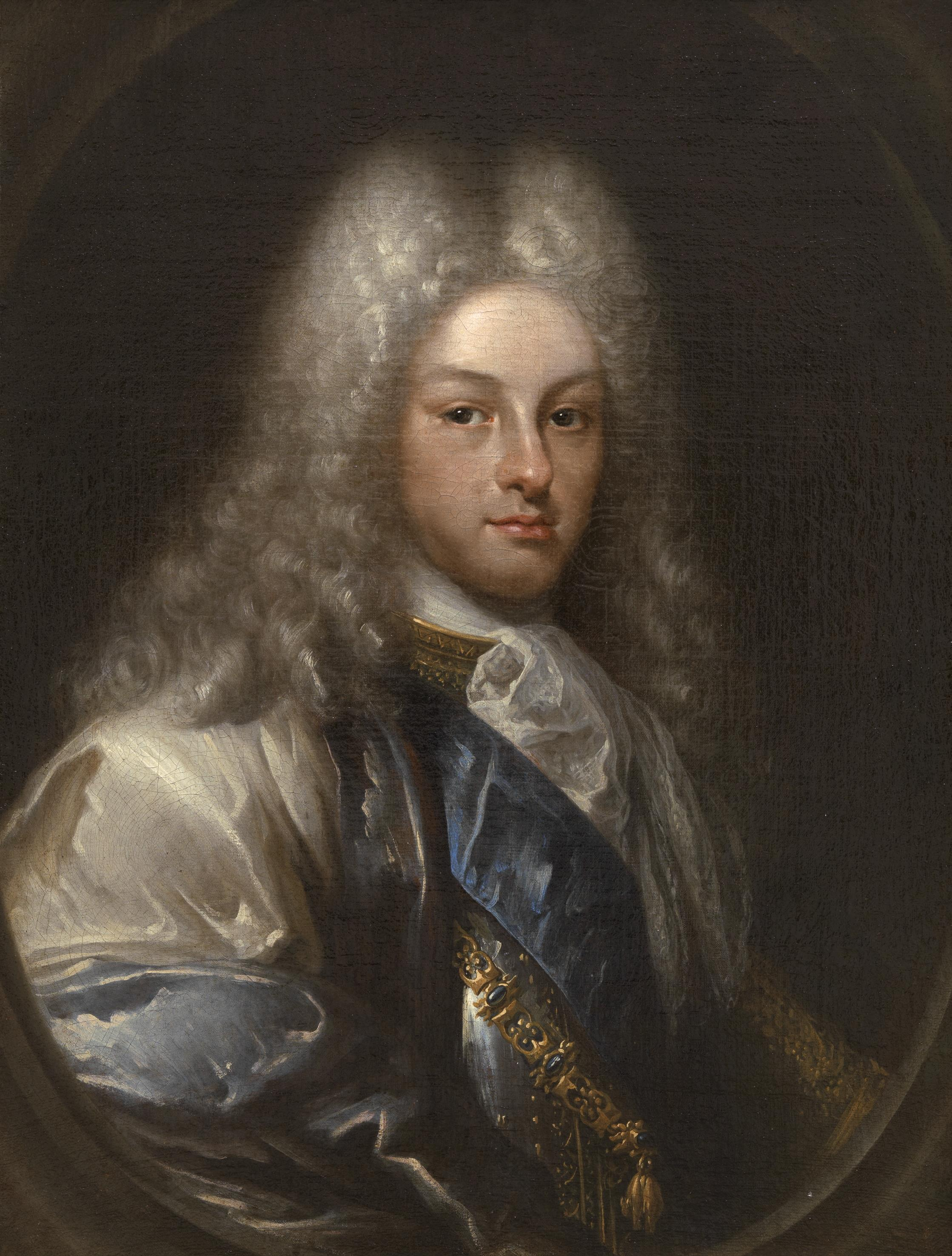
Filips V van Spanje
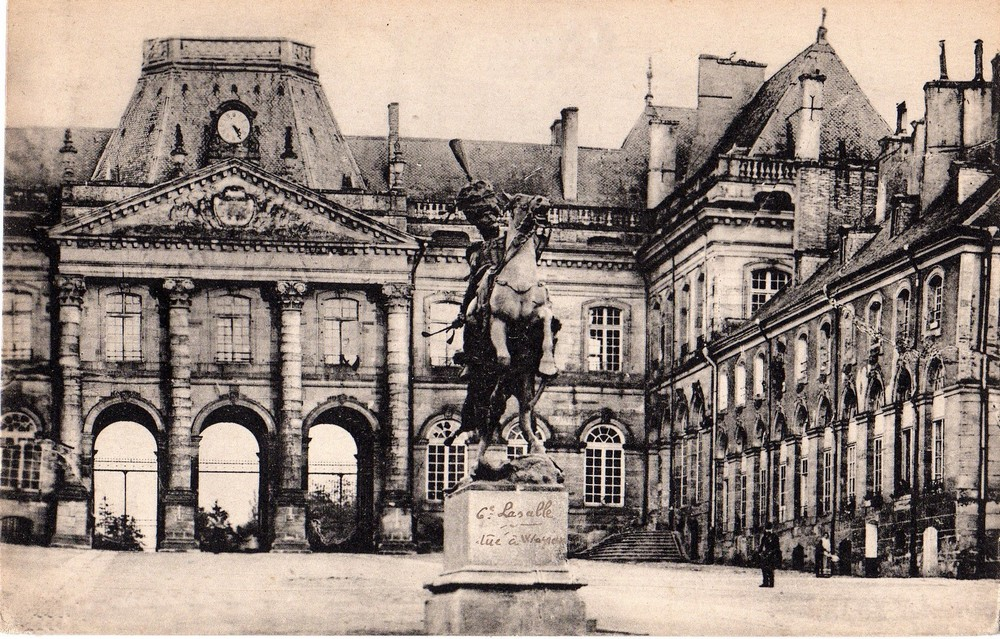
Kasteel van Lunéville
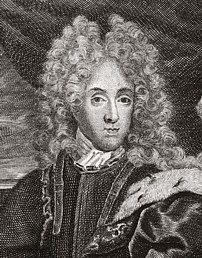
Leopold van Lotharingen

## Spanje en Lotharingen
In Brussel kwam Desmarest in contact kwam met Italiaanse componisten (onder anderen Pietro Antonio Fiocco en Agostino Steffani). Zijn vriend Matho, tevens zijn opvolger bij de jezuïeten, wist Desmarest een aanbevelingsbrief te bezorgen van Lodewijk van Frankrijk, de hertog van Bourgondië en kleinzoon van Lodewijk XIV, voor diens broer, Filips V, koning van Spanje. Van 1701-1706 verbleef Desmarest in Madrid, in de functie van maestro de musica de la Camara. Daar onderging hij de invloed van Spaanse componisten (Antonio de Literes, Sebastian Duron en Diego Xaraba). In Madrid huwde hij in 1702 Marie-Marguerite. 
De Dauphin (de kroonprins), die wist dat Desmarests muziek minder in trek raakte door de toenemende voorkeur van de Spanjaarden voor Italiaanse muziek, bemiddelde een aanstelling bij het hof van hertog Leopold van Lotharingen.
In 1707 ging Desmarest naar Lotharingen en maakte daar Lunéville, de hoofdstad van het hertogdom, tot een muzikaal centrum. Ter ere van de Lotharingse vorst liet Desmarest zijn al in 1697 gecomponeerde opera Vénus et Adonis opvoeren in het hoftheater van Lunéville. Hij herstructureerde het orkest en breidde het uit van 12 tot rond de 60 musici, deels gerekruteerd uit Frankrijk. Leopold liet in Nancy een nieuw theater bouwen geschikt voor operavoorstellingen. Met Desmarests Le temple d'Astrée werd het theater in 1709 ingewijd. In Nancy schreef Desmarest ook zijn motets Lorrains (Lotharingse motetten; zie discografie).
In 1712 verzocht Desmarest Lodewijk XIV terug te mogen keren naar Frankrijk; ondanks de waardering en sympathie die Lodewijk voor hem voelde, en ondanks de inzet van Matho, werd hem dat geweigerd. Pas in 1722 kon hij, onder het bewind van de Filips van Orléans, de Regent, terugkeren. Het Parlement van Parijs hief het doodsvonnis op; enkele dagen later werd het huwelijk tussen Desmarest en Marie-Marguerite officieel bevestigd. 
Bij zijn terugkeer liet Desmarest zijn Beati omnes en een opera, Renaud, verschijnen. De smaak van het publiek was echter in 23 jaar veranderd. Desmarest keerde terug naar Lotharingen, weliswaar nu met een toelage van de vorst. Maar ook in Lotharingen kwam er een eind aan zijn positie. Leopold overleed in 1727 en zijn opvolger, keizer Frans I Stefan, als Frans III hertog van Lotharingen, prefereerde Italiaanse componisten. Bonaventure Gille nam de leiding over van het orkest en nadat Frans III keizer van het Heilige Roomse Rijk was geworden zou de nieuwe situatie onder zijn opvolger Stanislaus Leszczyński worden voortgezet.
Henry Desmarest overleed op 80-jarige leeftijd.

## Werken
De werken van Desmarest die ons zijn overgeleverd stammen uit de jaren 1683-1710; de lyrische werken zijn zelfs vooral geconcentreerd rond de eeuwwisseling (Iphigénie was nl. al voor het vertrek naar Brussel opgezet; Renaud ging in 1722 in première, maar was waarschijnlijk al 1705 gereed).
Het religieuze werk valt in twee groepen uiteen: de eerste dateren uit de Versailles-periode van Desmarest, m.a.w. voor 1699 en verschenen als composities van Goupillet. Naast de twee versies van het Te Deum en het Dominus regnavit (ook in twee versies), zijn er 9 grands motets en een mis voor dubbelkoor.
De tweede groep wordt gevormd door werken uit het begin van Desmarests Lotharingse periode. Deze grands motets zijn duidelijk voor de Chapelle royale in Versailles bestemd met hun grootse opzet, waarschijnlijk als onderdeel van pogingen om weer in de gratie te komen bij Lodewijk XIV en weer terug te kunnen keren in Frankrijk.

### Chronologisch overzicht van de composities van Henry Desmarest
- (zonder datum) Airs et brunettes à 2 et 3 dessus pour les flûtes traversières
- (zonder datum) La toilette de Vénus, cantate (tekst: Henault)
- ca. 1678, Te Deum (grand motet), eerste versie
- 1682, Idylle, sur la naissance du duc de Bourgogne (verloren gegaan)
- 1682, Plutus, ou le triomphe des richesses, ballet (toegeschreven aan Desmarest)
- 1683, Beati quorum (grand motet, verloren gegaan)
- 1685, Théagène et Cariclée, tragédie en musique in 5 actes en 1 proloog (libretto: J-F. Duché de Vancy; première 12 april 1695)
- 1686, Endymion, tragédie en musique in 5 actes en 1 proloog (première februari 1686 te Kasteel van VersaillesVersailles; verloren gegaan)
- 1686, La Diane de Fontainebleau, divertissement (libretto: Maurel; première op 2 november 1686 te Fontainebleau)
- 1693, Didon, tragédie en musique in 5 actes en 1 proloog (libretto: L-G.G de Saintonge; première 5 juni of 11 september 1693)
- 1694, Circé, tragédie en musique in 5 actes en 1 proloog (libretto: Saintonge; première 11 november 1694)
- 1695, Les amours de Momus, ballet in 3 actes en 1 proloog (tekst: Duché de Vancy; première rond mei-juli 1695)
- 1697, Vénus et Adonis, tragédie en musique in 5 actes en 1 proloog (libretto: J.-B. Rousseau; première rond mei-juli 1697)
- 1698, Les Festes galantes, ballet in 3 actes en 1 proloog (tekst: Duché de Vancy; première 10 mei 1698)
- 1700-1702, Dix-neufs extraits in Nouvelles parodies bachiques
- 1701, Divertissement représenté à Barcelone pour le mariage de leurs majestez catholiques en octobre 1701 (libretto: Saintonge; toegeschreven aan Desmarest, verloren gegaan)
- 1702-1721, Airs, in de verzamelingen Airs sérieux et à boire
- 1703-1752, Nouvelles poésies spirituelles et morales
- 1704, Messe à deux chœurs
- 1704, Recueil de dances, dancés à l’Opéra
- 1704, Iphigénie en Tauride, tragédie en musique in 5 actes en 1 proloog (libretto: Duché de Vancy en A. Danchet, naar Euripides; première 6 mei 1704, voltooid door Campra
- 1704 (of daarvoor), grands motets Veni creator, Cum invocarem, Exaudit te Dominus, Domini est tarra, Quemadmodum desiderat, Deus in adjutorium, Confitebor tibi, Dominus regnavit, Nisi Dominus, Beati omnes en De profundis
- 1704, Muziek voor Télémaque, ou Les fragmens des modernes
- 1707, Confitebor tibi (grand motet)
- 1707 (of na 1707), grand motets Te Deum (2e versie), Domine ne in furore en Lauda Jerusalem
- 1707, Marche de l'Orenne en Trio
- 1708, Usquequo Domine (Grand motet), 1e versie, 2e versie na 1708
- 1709, Le temple d'Astrée, divertissement in 5 scènes (libretto: Tremblay; première 9 november 1709 te Nancy; alleen libretto is bewaard gebleven)
- 1710, Armide
- 1711, Diane et Endymion, tragédie en musique in 5 actes en 1 proloog (libretto: Saintonge; première januari 1711 te Nancy; alleen libretto is bewaard gebleven)
- 1712, Divertissement pour l'électeur de Bavières (premìere in 1712 in Namen; verloren gegaan)
- 1717, Divertissement pour la fete de duc de Lorraine in 6 scènes en 1 proloog (libretto: Cusson; première 15 november 1717 te Lunéville; alleen libretto is bewaard gebleven; herzien als Divertissement pour le mariage du prince de Lixheim, in première gegaan in 1721 te Nancy)
- 1722, Renaud, ou La suite d'Armide, tragédie en musique in 5 actes en 1 proloog (libretto: S.-J. Pellegrin naar Tasso; première 5 maart 1722)
- 1724, Le couronnement de la reine par la déesse Flore, cantate (tekst: Marchal; alleen tekst is bewaard gebleven)
- 1724, Clytie, cantate (alleen tekst is bewaard gebleven)
- 1724, Le lys heureux époux, cantate (tekst: Marchal; alleen tekst is bewaard gebleven)
- 1725-1730, Zes sonates voor fluit en basso continuo (toewijzing aan Desmarest onzeker)
- 1726, Meslanges de musique latine, françoise et italienne
- 1729-1732, Nouveau recueil de chansons
- 1730, Idylle sur la naissance de Monseigneur le Dauphin (toewijzing twijfelachtig)
- 1731, Second recueil des nouvelles poésies spirituelles
- 1731, Sonates voor 2 fluiten of violen
- 1737, Nouvelles poésies morales sur les plus beaux airs

## Geselecteerde discografie
- Messe à deux chœurs et deux ochestres (+ orgelwerken van Louis Marchand), Les Pages & Chantres de la Chapelle, Nova Stravaganza, o.l.v. Olivier Schneebeli (met Frédéric Desenclos, orgel) (Virgin Veritas, 7243 5 45416 2 9)
- Grands Motets (Dominus Regnavit, Te Deum de Paris), Solisten en Le Concert Spirituel o.l.v. Hervé Niquet (Glossa, GCD 921607)
- Grand Motets, vol.2 (De Profundis, Veni Creator, Com Invocarem), Solisten en Le Concert Spirituel o.l.v. Hervé Niquet (Glossa, 921610)
- Grands Motets Lorains (Usquequo Domine, Lauda Jerusalem, Domine, ne in furore), Solisten en Les Arts Florissants o.l.v. William Christie (Erato, 8573-80223-2)
- Vénus et Adonis, Tragédie lyrique, Solisten, Chœur de l'Opéra nationale de Lorraine, Les Talens Lyriques o.l.v. Christophe Rousset (Naïve – Ambroisie, 2CDs, 8 22186 00127 1)
- La Diane de Fontainebleau, Solisten en Simphonie du Marais o.l.v. Hugo Reyne (Astrée Auvidis, E 8633)